# Good Night White Pride
Good Night White Pride (doslovný překlad: "Dobrou noc, bílá pýcho") je antifašistické hnutí vytvořené německou hardcore punkovou scénou jako reakce na neonacisty, kteří se snažili proniknout do hardcore subkultury. Cílem je rázné odmítání neonacismu, rasismu a diskriminace, nebo i omezování osobní svobody, a aktivní postoj vůči těmto jevům. Hnutí GNWP je podporováno mnoha hardcore, punkovými, Oi! a hip hopovými kapelami a od roku 2005 existuje i v České republice.
Název odkazuje na slogan "white pride" vyjadřující pocit hrdosti na bílou barvu kůže. Tento slogan ale začal být používán neonacisty a white power skinheady.
Poslední dobou se však od jeho užívání upouští, protože rezonuje i jako rasismus na tzv. "bílé většině" a rasismu celkově. (zdroj: https://cs.wiktionary.org/wiki/rasismus aka názor, že lidé jedné (obvykle vlastní) rasy jsou lepší než lidé jiných ras)

## Logo
Kruhové, obvykle černobílé logo, často zobrazující ležícího nacistu a nad ním stojícího antifašistu, kopajícího nacistu do hlavy se objevuje velice často na tričkách a plakátech koncertů antifašistických kapel. Během času a díky působení DIY fungování decentralizovaného hnutí vzniklo nepřeberné množství verzí.

## Odpor
O nějaký čas později vzniklo na neonacistické scéně jako reakce na GNWP hnutí, hnutí Good night Left side. Antifašisty bývá kritizováno kopírování loga GNWP.